# Manuel Colom Argueta
Manuel Colom Argueta (Guatemala, 8 de abril de 1932 – ibídem, 22 de marzo de 1979) fue un político y alcalde de la ciudad de Guatemala de 1970 a 1974. Fue un importante líder de la oposición social demócrata en Guatemala desde el gobierno del coronel Carlos Castillo Armas hasta el del general Fernando Romeo Lucas García. Por su posición firme con sus principios y su ardua actividad política fue asesinado en 1979 en un operativo aparentemente coordinado por los militares de Guatemala, a pesar de que era amigo personal del presidente Lucas García.

## Biografía
Nació en la ciudad de Guatemala, estudió en la escuela El Rosario, Liceo Infantil y la Escuela Nacional República de Costa Rica (1940-1946).
Realizó sus estudios secundarios en el Instituto Nacional Central para Varones (INCV), donde destacó en actividades gremiales, llegando a ocupar el cargo de presidente de la asociación estudiantil. En 1950 ingresó en la Facultad de Derecho de la Universidad de San Carlos de Guatemala. En 1955 formó parte de un grupo de 33 ciudadanos que se opusieron públicamente al plebiscito destinado a confirmar en el poder al dictador Carlos Castillo Armas (que había ascendido a la presidencia el 1 de septiembre de 1954 mediante un golpe de Estado organizado por la CIA de Estados Unidos).
Colom se graduó como abogado y notario en 1957. Se le concedió una beca para continuar sus estudios en Florencia Italia, que culminó en 1960. En 1961, fue uno de los fundadores del partido político Unidad Revolucionaria Democrática (URD), que lideró la oposición al gobierno del General Miguel Ydígoras Fuentes y, luego al del Coronel Enrique Peralta Azurdia. En 1962, se casó con Anna Borghini, en Florencia, con quien procreó tres hijos (Lorena, Mónica y Rodolfo). El 25 de enero de 1963, Colom y otros dirigentes fueron detenidos y forzados al exilio en El Salvador, donde trabajó en la Universidad de El Salvador.
En 1964, Colom fue nombrado Secretario General de la URD. Al año siguiente, volvió a Florencia, Italia para estudiar planificación urbana. El descontento acumulado en la población por el deterioro social y político generado por la acción de la contrarrevolución, iniciada en junio de 1954, con el derrocamiento del presidente electo Jacobo Arbenz Guzmán y la instauración de hecho de Carlos Castillo Armas, promovió acciones populares de resistencia. El 13 de noviembre de 1960, jóvenes militares subalternos se alzaron con el propósito de derrocar al gobierno de Miguel Ydígoras Fuentes, dando inicio a la Guerra Civil de Guatemala. En la primavera de 1962, ya en plena actividad la lucha armada guerrillera, se acordó un diálogo directo con los líderes militares que comandaban la guerrilla; los comandantes del Movimiento Revolucionario 13 de Noviembre (MR-13), Luis Turcios Lima y Marco Antonio Yon Sosa, y los miembros de la URD, Manuel Colom Argueta, Oscar Adolfo Mijangos López, y Américo Cifuentes Rivas se reunieron con el objetivo de conocer, debatir y decidir la propuesta de los comandantes guerrilleros de que la organización política URD, encabezada por sus dirigentes se incorporara a la lucha armada.
Se debatió durante más de cinco horas. La respuesta de los dirigentes civiles y profesionales universitarios fue de que no se consideraba viable el camino de la revolución armada para resolver los problemas nacionales, que los componentes de la URD se encaminarían por las vías institucionales, jurídicas y cívicas para asumir el poder sin derramamiento de sangre de ningún guatemalteco.
En 1970, la Unidad Revolucionaria Democrática (URD), inscrita como comité cívico, lo propuso como candidato a alcalde de ciudad de Guatemala, y ganó las elecciones cómodamente. La presidencia de la república fue ganada por el coronel Carlos Arana Osorio, representante de los partidos de extrema derecha.
En 1973 luchó para que el FURD, el Frente Unido Revolucionario Democrático, fuera inscrito por la comisión electoral, con vista en las elecciones generales de 1974. En 1976, Colom continuó su lucha por registrar un partido político de tendencias izquierdistas. El mismo año, sufrió un atentado contra su vida, que lo dejó herido pudiendo recuperarse después de una larga hospitalización. Continuó su trabajo académico en la Universidad de San Carlos, en el Centro de Estudios Urbanos y Regionales (CEUR).

## Gestión municipal (1970-1974)
Colom modernizó la administración municipal y realizó un plan de desarrollo que alcanzaba el año 2000. Además, consiguió liderazgo nacional al asumir la jefatura de la Asociación Nacional de Municipalidades, ANAM y propuso el fortalecimiento de la autonomía municipal aduciendo enfáticamente que dicho fortalecimiento era necesario realizarlo de manera democrática si el gobierno central pone al servicio del municipio los recursos económicos para cumplir con las necesidades esenciales de la comunidad.
La previsión en la planificación urbana planteada por Colom Argueta, permitió la planificación del Anillo Periférico de Guatemala o de circunvalación a la ciudad.
En 1971 construyó el viaducto de la 24 calle de la Zona 1, el mercado de flores junto al Cementerio de la Zona 3, inició la construcción del anillo periférico, se urbanizaron algunas zonas, se fundó la cooperativa de consumo de los trabajadores municipales, se construyeron colectores gigantes y se hicieron fuertes inversiones en las áreas marginales, en los programas educativos y recreativos, estableciendo escuelas, bibliotecas, parques, canchas deportivas, etc.
Se constituyó la Empresa Municipal de Agua (EMPAGUA), encargada del proyecto de obtención de agua del acueducto Xayá-Pixcayá; esta empresa fue creada para satisfacer la necesidad de dotación de agua a la población, pues dicho servicio tenía una demanda cada vez mayor.

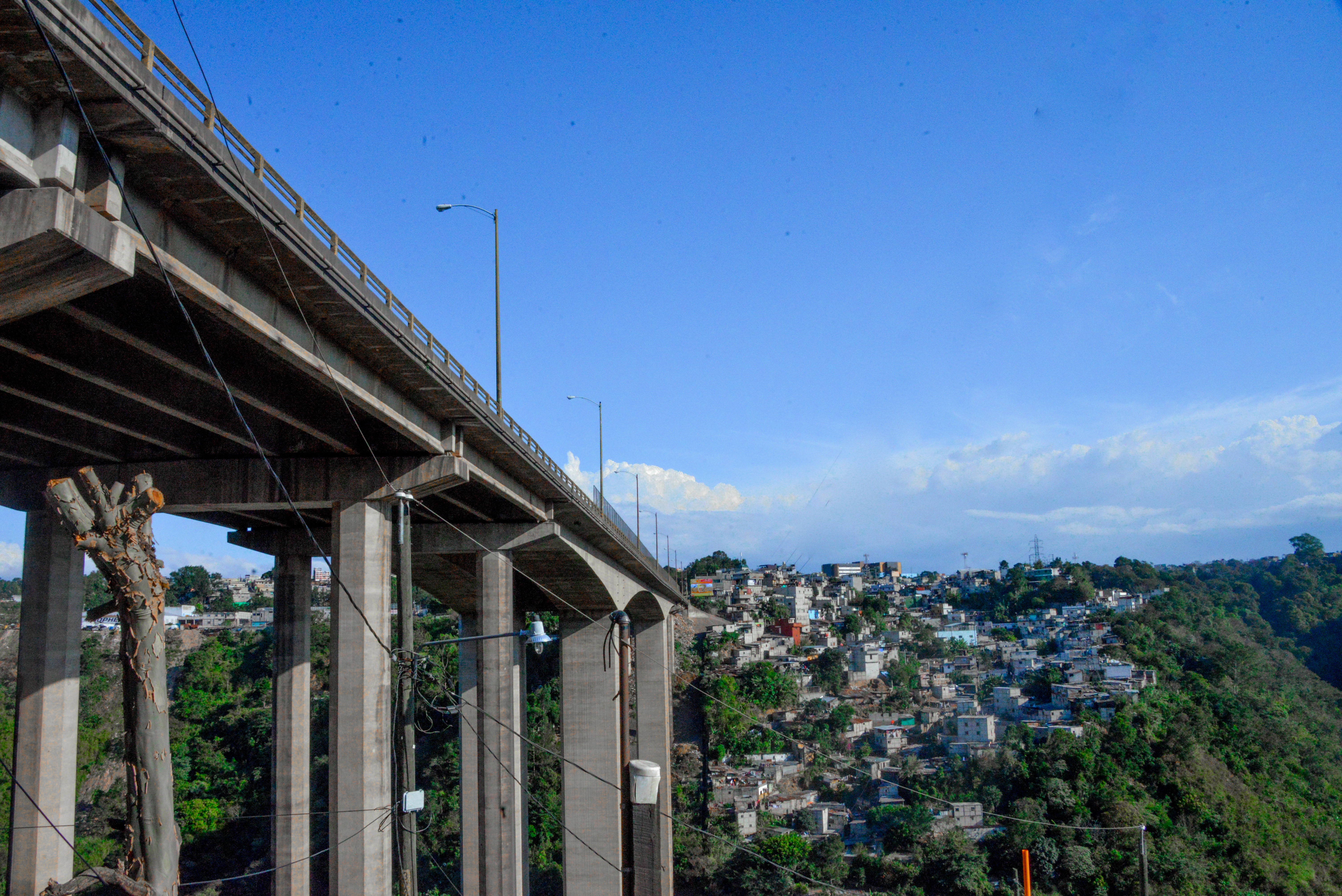
Puente «Martín Prado Vélez» (o puente «El Incienso»), construido por la gestión municipal de Manuel Colom Argueta. La dictadura de Carlos Manuel Arana Osorio se atribuyó esta obra.

A Colom Argueta le tocó sortear una serie de obstáculos que le fue poniendo la dictadura de Carlos Manuel Arana Osorio y el partido de este, el Movimiento de Liberación Nacional (MLN). Logró llevar a cabo sus obras; aunque una de las mayores, el puente «Martín Prado Vélez» (conocido popularmente como el puente «El Incienso») se la adjudicó la gobierno central con gran pompa.
Era notoria la energía en el trabajo y la seriedad en la realización de los cambios que beneficiaban a un vecindario que colaboraba con sus autoridades edilicias, al comprobar la honestidad y responsabilidad en la dirección de la administración.

## Muerte
Tras terminar su mandato como alcalde de Guatemala, Colom sabía que el Gobierno estaba organizando su asesinato. Sin embargo, en 1979, el dictador Fernando Lucas-García le dio garantías:

El presidente prometió a Colom su protección al partido FUR, asegurando que sería garantizada la sobrevivencia como partido político con posibilidades de participar en la vida política del país bajo la administración de Lucas y en la campaña que vendría en 1982. [...]

La relación con Colom empezó antes de las elecciones, cuando un pacto había sido arreglado entre Lucas, Alejandro Maldonado y Colom con la aprobación de partidos pro-Gobierno y grupos de interés sectoriales. Inicialmente el pacto fue oral y cubrió cuatro puntos:
- el registro de partidos adicionales,
- el Gobierno toleraría las organizaciones de sindicatos
- el Gobierno toleraría la negociación colectiva y
- Fernando Lucas-García no pondría obstáculos a la elección de un gobierno civil.

Documento desclasificado de la CIA

El 15 de marzo de 1979, el FUR (Frente Unido de la Revolución) fue finalmente registrado como partido político después de varios años. Sin embargo, una semana después, el 22 de marzo, Colom fue asesinado,
en un operativo en que sus asesinos emplearon un helicóptero para «cazarlo».
Colom recibió 45 impactos de bala.
Colom había sido director del Centro de Estudios Urbanos y Regionales (CEUR) de la Universidad de San Carlos de Guatemala y dirigente político del Frente Unido de la Revolución (FUR).
Colom y Fuentes Mohr fueron los más destacados miembros de la oposición política legal. La muerte de ambos cerró aún más el espacio político guatemalteco.

### Sepelio
Para su sepelio, se diseñó y aprobó una ruta de diez horas, que partió a las 8:00 de la mañana del día 23 de marzo, de la funeraria ubicada en la 6.ª avenida de la Zona 9 de la ciudad, con rumbo a la iglesia del Liceo Guatemala, para celebrar una misa de cuerpo presente. Luego cruzó hacia el Palacio de la Municipalidad de Guatemala, donde se le hizo un homenaje por parte del sindicato y empleados de la Municipalidad alrededor del mediodía. El cortejo fúnebre se encaminó hacia el Paraninfo de la Universidad de San Carlos, ubicado en la 2.ª avenida entre 12 y 13 calle de la Zona 1. En este lugar el rector magnífico de la universidad, licenciado Saúl Osorio Paz, permanecía en el segundo nivel del edificio, junto con el resto de las autoridades universitarias; en el Paraninfo se le rindieron honras fúnebres por parte de la comunidad universitaria.
Partió una gran columna humana hacia la sede del Frente Unido de la Revolución, en la 15 calle 9-58 de la Zona 1, en donde la militancia del partido le rindió otro homenaje. A las 2:30 de la tarde, salió el sepelio hacia el Parque Central, frente al Palacio Nacional. Los alumnos del Instituto Nacional Central para Varones, donde Colom Argueta había estudiado, observaron un minuto de espera y silencio frente a la puerta central de dicho establecimiento. El equipo deportivo del Instituto, en perfecta formación de lucha, dedicó un «¡hurra!» al líder caído, quien fue integrante del equipo deportivo cuando era estudiante.
Al continuar, la multitudinaria expresión de luto, de pesar y de protesta arribó a la Catedral Metropolitana en donde las Organizaciones Femeninas y de Defensa y Desarrollo de la Mujer Indígena y Ladina llevaron en hombros el féretro de Colom Argueta y de sus guardaespaldas. En medio de la aglomeración quienes dirigían la marcha caminaban con los brazos entrelazados. Cuando los féretros pasaron frente al Palacio Nacional, llevados en hombros de las mujeres guatemaltecas hubo un alboroto tal, que estuvo a punto de suspenderse la marcha; pero no ocurrió mayor problema y la marcha continuó sin interrupciones hasta el Cementerio General, en la Zona 3 de la ciudad.
Para finalizar, la hija de Colom Argueta subió a una tarima y pronunció el discurso fúnebre de despedida para su padre, terminando con un discurso de Américo Cifuentes Rivas, secretario general del Frente Unido de la Revolución.

## Reivindicación histórica
El 22 de marzo de 2009 el gobierno de su sobrino, Álvaro Colom Caballeros, concedió a Colom Argueta, posmórtem, la Orden del Quetzal en el grado de Gran Cruz, como parte de las celebraciones del trigésimo aniversario de su asesinato.. La Orden del Quetzal fue entregada a sus hijos: Lorena, Monica y Rodolfo.